# Белёвская епархия
Белёвская епа́рхия — епархия Русской православной церкви, объединяющая приходы и монастыри в западной части Тульской области (в границах Алексинского, Арсеньевского, Белёвского, Дубенского, Заокского, Каменского, Одоевского, Плавского, Суворовского, Тёпло-Огарёвского, Щёкинского, Чернского и Ясногорского районов). Входит в состав Тульской митрополии.

## История
Белёвское викариатство Тульской епархии было учреждено в 1920 году. Пресеклось после ареста и расстрела советскими властями епископа Никиты (Прибыткова).
Епархия учреждена решением Священного Синода Русской православной церкви 27 декабря 2011 года путём выделения из Тульской епархии. Административно включена в состав Тульской митрополии.

## Правящие архиереи
Белёвское викариатство
- 1933 — Игнатий (Садковский) (5 апреля 1920 — 1923)
- 22 мая 1935 — 8 января 1938 — Никита (Прибытков)

Белёвская епархия
- с 27 декабря 2011 — Серафим (Кузьминов)

## Благочиния
Епархия разделена на 10 церковных округов:
- Алексинское благочиние
- Арсеньевское и Одоевское благочиние
- Белёвское благочиние
- Заокское благочиние
- Каменское благочиние
- Плавское, Тепло-Огаревское и Чернское благочиние
- Суворовское и Дубенское благочиние
- Щёкинское благочиние
- Ясногорское благочиние
- Благочиние монастырей

## Монастыри
Мужские
- Свято-Введенский Макарьевский Жабынский монастырь в посёлке Жабынь
- Рождества Богородицы Анастасов монастырь в селе Анастасово Одоевского района
- Спасо-Преображенский монастырь в Белёве
- Покровский Добрый монастырь в селе Доброе Суворовского района

Женские
- Свято-Казанский монастырь в селе Колюпаново Алексинского района
- Крестовоздвиженский Белёвский монастырь в Белёве

Недействующие
- Крапивенский Троицкий монастырь в селе Крапивна